# Gumprechtsfelden
Gumprechtsfelden ist eine Ortschaft und eine Katastralgemeinde der Gemeinde Wieselburg-Land im Bezirk Scheibbs in Niederösterreich.

## Geografie
Das Dorf befindet sich am östlichen Rand des Erlauftales und ist über die Landesstraße L6141 erreichbar. 

## Siedlungsentwicklung
Zum Jahreswechsel 1979/1980 befanden sich in der Katastralgemeinde Gumprechtsfelden insgesamt 145 Bauflächen mit 58.310 m² und 64 Gärten auf 107.093 m², 1989/1990 gab es 203 Bauflächen. 1999/2000 war die Zahl der Bauflächen auf 218 angewachsen und 2009/2010 bestanden 310 Gebäude auf 461 Bauflächen.

## Geschichte
Laut Adressbuch von Österreich waren im Jahr 1938 in der Ortsgemeinde Gumprechtsfelden ein Viktualienhändler, zwei Wagner, ein Zementwarenerzeuger und einige Landwirte ansässig. Bis zur Konstituierung der Gemeinde Wieselburg-Land bildete die Katastralgemeinde eine eigene Gemeinde, der unter anderem Dürnbach, Galtbrunn, Kratzenberg, Pellendorf und Sill angehörten.

## Bodennutzung
Die Katastralgemeinde ist landwirtschaftlich geprägt. 680 Hektar wurden zum Jahreswechsel 1979/1980 landwirtschaftlich genutzt und 111 Hektar waren forstwirtschaftlich geführte Waldflächen. 1999/2000 wurde auf 797 Hektar Landwirtschaft betrieben und 127 Hektar waren als forstwirtschaftlich genutzte Flächen ausgewiesen. Ende 2018 waren 757 Hektar als landwirtschaftliche Flächen genutzt und Forstwirtschaft wurde auf 136 Hektar betrieben. Die durchschnittliche Bodenklimazahl von Gumprechtsfelden beträgt 46,8 (Stand 2010).